# Мяздриков, Андриан Иванович
Андриан Иванович Мяздриков (1783, Муром, Владимирское наместничество — 23 сентября [5 октября] 1858, Муром, Владимирская губерния) — российский государственный и общественный деятель, городской голова Мурома (1824—1827 и 1839—1842); купец первой гильдии, меценат, потомственный почётный гражданин.

## Биография
Родился в 1783 году в Муроме, в семье купца второй гильдии Ивана Семёновича Мяздрикова.
Как его отец и дед, Андриан занимался в Муроме кожевенной промышленностью, а в 1828 году «выбыл в особый капитал», состоя в купечестве первой гильдии. В 1834 году вместе с братом Петром первыми в Муроме получили звание потомственных почетных граждан. Помимо кожевенных мануфактур братья владели также по салотопенному заводу, продукция которого, также как и юфть, шла на продажу в столичные города. Одновременно братья занимались торговлей крупно-рогатым скотом, покупая скот в Саратовской, Астраханской, Симбирской, Оренбургской губерниях, они прогоняли его через Муром. Часть оставляли в городе на продажу и на нужды заводов, другую часть гнали на продажу во Владимир, Москву, Санкт-Петербург и Нижний Новгород.
В 1837 году цесаревич Александр Николаевич по воле отца совершая поездку по России «с воспитательным значением», «узнать Россию, сколько сие возможно, и дать себя видеть будущим подданным», 14 августа 1837 года останавливался в Муроме и поздним вечером того же дня покинул город, успев осмотреть некоторые достопримечательности и отобедать в доме Андриана Ивановича Мяздрикова. Дом Мяздрикова описан очевидцем как: «… помещение было добро, богато, изящно», «из окон открывался чудесный вид на Оку», упоминается «красивый сад». «За отъездом высокого путешественника муромцы весело и радостно пировали в доме Мяздрикова. Город был эффектно иллюминован, в особенности дом Мяздрикова, в саду его горел разноцветный щит с вензельным изображением имени цесаревича». Цесаревич Александр Николаевич остался весьма доволен обедом, домом и хозяином дома и спустя некоторое время прислал в подарок Андриану Ивановичу бриллиантовый перстень, который сохранялся в семье Мяздриковых как фамильная драгоценность.
Семейство Мяздриковых числилось в приходе Вознесенской церкви города Мурома. Иван Семенович Мяздриков устроил в церкви теплый придел с северной стороны. В 1830 году во время эпидемии холеры братья Петр и Андриан Ивановичи подарили церкви большой колокол весом в 200 пудов.

## Семья
- Первая жена — Федора (ок. 1784 — ?)
- Вторая жена — Прасковья Степановна (ок. 1800—1866)